# Nérée Quépat
Nérée Quépat, de son vrai nom Henri René Rémi Paquet d'Hauteroche, né le 29 septembre 1845 à Charleville et mort le 30 avril 1927 à Paris, est un juriste, ornithologue et historien français du passé mosellan.

## Biographie
Il a surtout vécu à Metz et à Woippy. Il est membre de l'Académie de Metz dès 1885 et membre de la Société d'histoire naturelle de la Moselle dès 1887.

## Publications partielles
- Simples notes prises pendant le siège de Paris , 1871.
- Le Chasseur d'alouettes au miroir et au fusil, Paris, Goin, 1871.
- La Lorgnette philosophique. Dictionnaire des grands et des petits philosophes de mon temps, 1873.
- Essai sur la Mettrie, Paris, 1873.
- Monographie du chardonneret, 1873.
- Ornithologie parisienne, Paris, J.-B. Baillières, 1874    (Wikisource).
- Monographie du cini (fringilla serinus linné), Paris, Baillière, 1875.
- L'Ornithologie au salon de peinture de 1876, Paris, Baillière, 1876.
- Histoire du village de Woippy  Sidot, 1878, avec des gravures de Bellevoye.
- Les Chants populaires messins, 1878.
- Recherches historiques sur la Grande Thury, Paris, Sidot, 1880, avec des gravures de Bellevoye.
- Dictionnaire biographique de l'ancien département de la Moselle Paris, Picart, 1887.
- L'Ornithologie du val de Metz, 1899.
- Bibliographie analytique de l'histoire de Metz pendant la Révolution (1789-1800), 1926.